# Kabargà
Kabargà (en rus: Кабарга) és un poble del krai de Primórie, a l'Extrem Orient de Rússia, que en el cens del 2010 tenia 39 habitants.